# Baptisten in Belarus

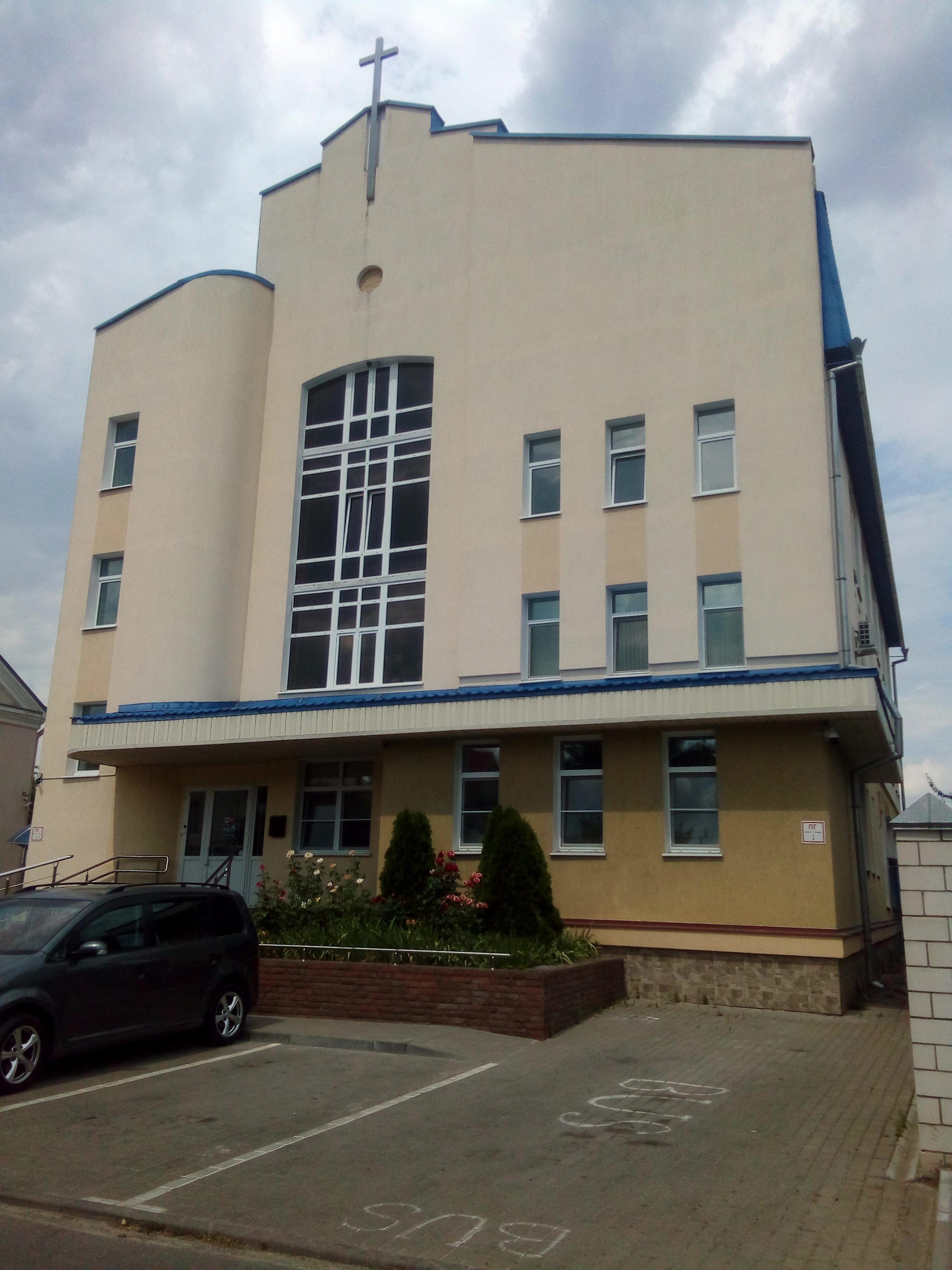
Zentralkirche der evangelischen Christen-Baptisten in Homel, Homelskaja Woblasz.

Die Anfänge der Baptisten in Belarus liegen in der zweiten Hälfte des 19. Jahrhunderts. Ihre weitaus überwiegende Mehrheit gehört zur Union evangelischer Christen-Baptisten in Belarus (russisch: Союз евангельских христиан баптистов в Республике Беларусь; belarussisch: Sayuz Yevangel'skikh Khrystsiyan Baptystav Belarusy). Der Gemeindezusammenschluss ist Mitglied der Europäisch-Baptistischen Föderation sowie des Baptistischen Weltbundes (BWA). Daneben gibt es einige sogenannte Freie Baptistengemeinden, für deren Geschichte und genaue Anzahl keine belastbaren Quellen vorliegen.

## Geschichte

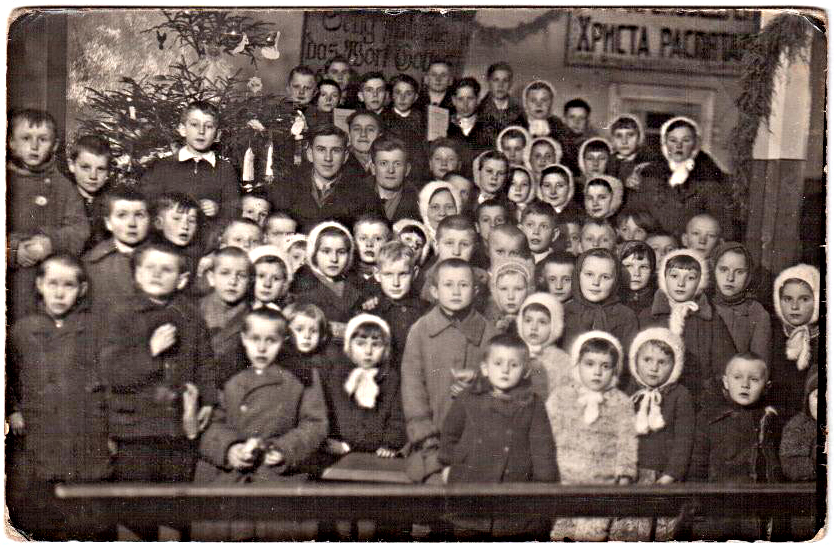
Baptistengemeinde in Pružany (1943)

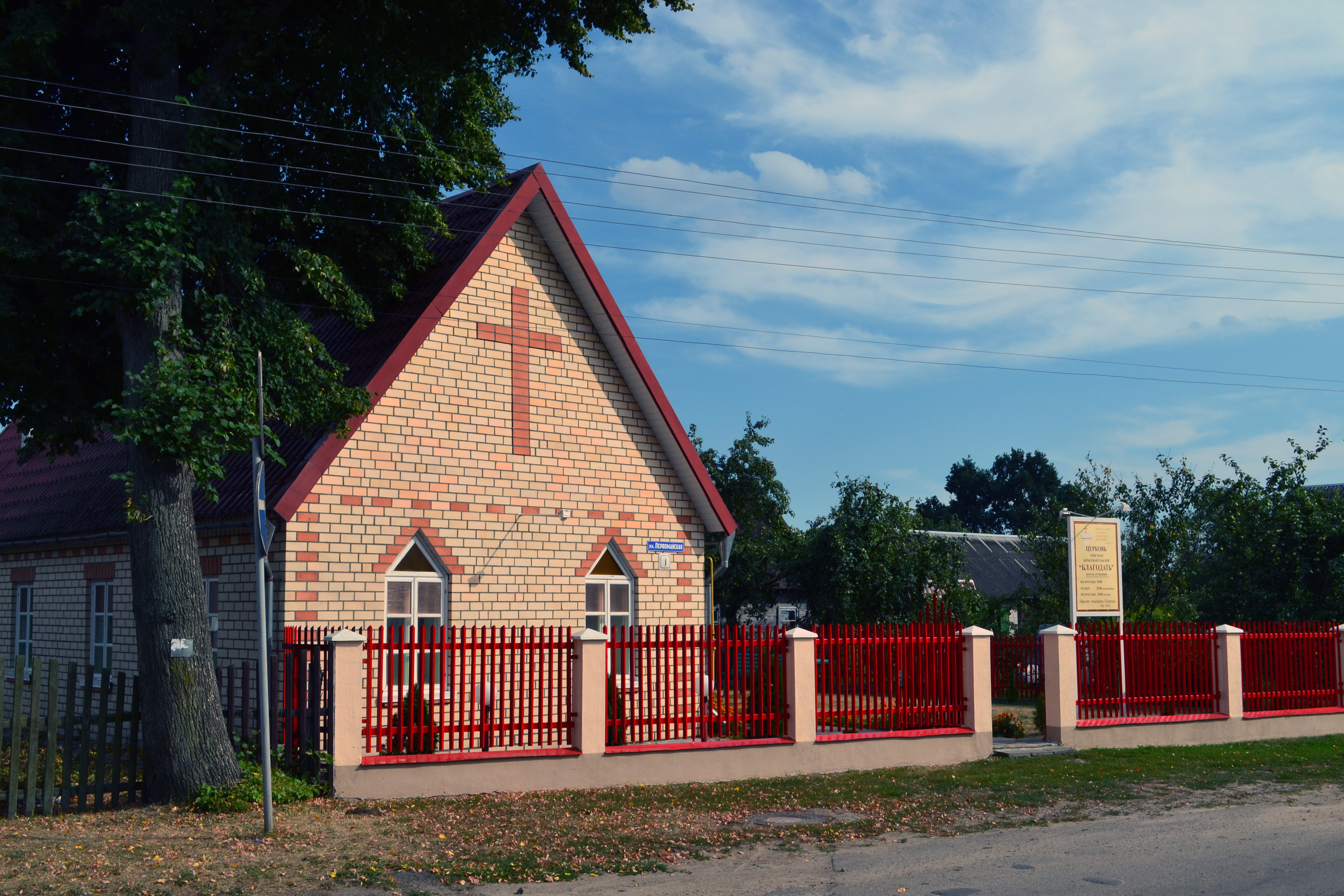
Baptistenkirche in Malecha

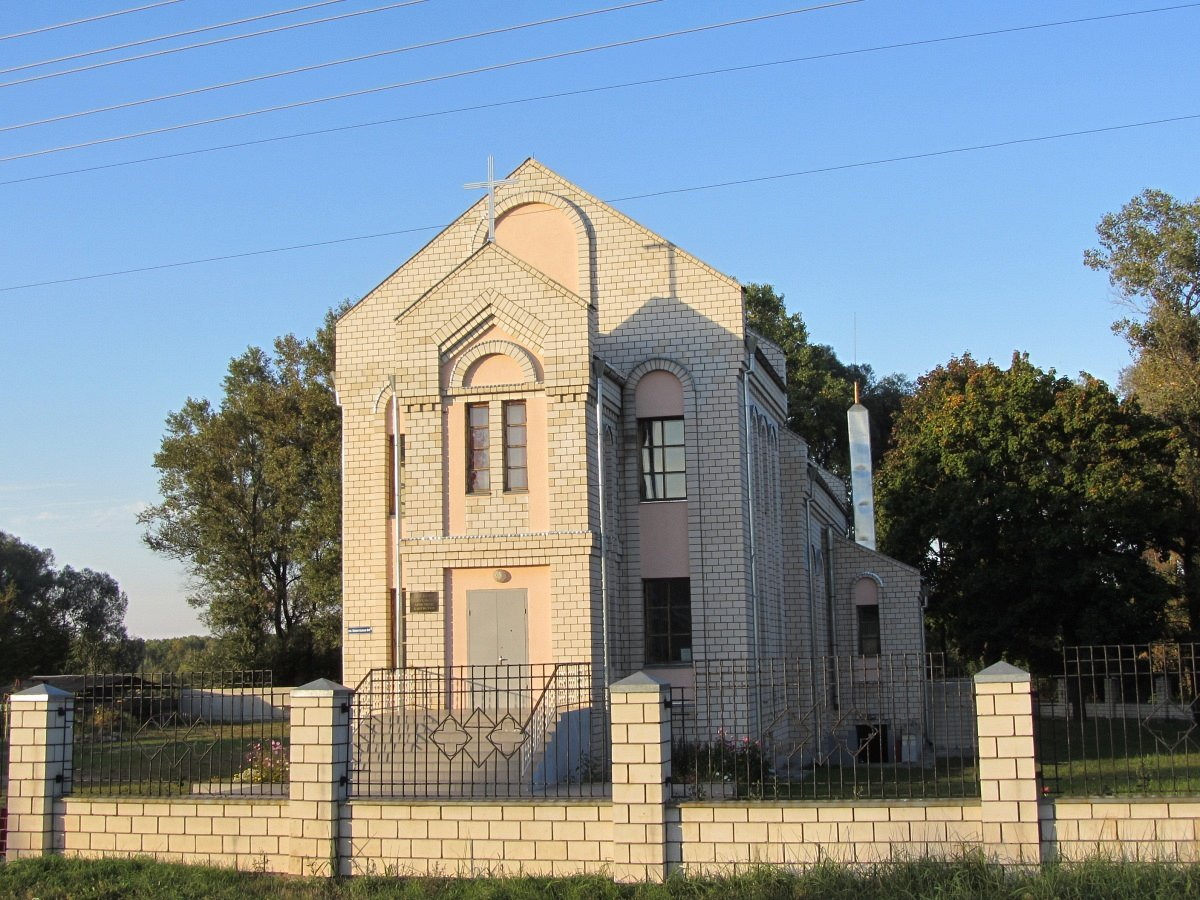
Baptistenkirche in Swetlahorsk

Erste belarussische Baptisten waren Wanderarbeiter, die in der Landwirtschaft der Südukraine ihren Lebensunterhalt verdient und dabei ukrainische Baptisten kennengelernt hatten. Nach Rückkehr in ihre Heimat begannen sie sofort, von ihren neu gewonnenen Glaubensüberzeugungen zu berichten. Unter ihnen war Dmitri Semenstov, der zur Baptistengemeinde in Odessa gehört hatte, aber dann in seinen Heimatort Usokh zurückgekehrt war und dort mit anderen ehemaligen Wanderarbeitern 1877 die erste belarussische Baptistengemeinde gründete. 1882 hatte die neue Gemeinde 19, drei Jahre später bereits 95 gläubig getaufte Mitglieder. Unterstützung erfuhr die Aufbauarbeit durch Vasilii Pavlov (1854–1924) und Vasilii Ivanov (1846–1919), zwei russische Missionare, die molokanischen Familien entstammten und sich bereits im jugendlichen Alter den Baptisten angeschlossen hatten. Hilfe kam auch von den Paschkowianern aus St. Petersburg. Wichtig für die Ausbreitung der baptistischen Bewegung war auch der Einsatz von Kolporteuren, die als Schriftenmissionare in den verschiedenen Regionen von Belarus unterwegs waren.
Trotz schwerer Verfolgungen konnten die belarussischen Baptisten in den Jahren bis 1917 ein starkes Wachstum verzeichnen. Die baptistische Bewegung, die sich zunächst nur im ländlichen Bereich ausbreitete, erreichte die Städte. Es entstanden Gemeinden unter anderem in Minsk (1902), Brest (1905), Gomel (1908) und weiteren bedeutenden Städten des damaligen Belarus’ (zum Beispiel Vitebsk und Slutsk).
Einen weiteren Wachstumsschub erfuhr die baptistische Bewegung in den Jahren nach dem Ersten Weltkrieg. Ursache dafür war unter anderem die Heimkehr belarussischer Auswanderer aus den Vereinigten Staaten sowie belarussischer Kriegsgefangener aus Österreich und Deutschland. Sie waren im Ausland auf baptistische sowie pietistische Gemeinden gestoßen und hatten deren Glaubensüberzeugungen angenommen. Nach ihrer Ankunft in der Heimat schlossen sie sich entweder bestehenden Gemeinden an oder gründeten neue. Es entstand ein eigenes Schrifttum und Verlagswesen, das auf großes Interesse stieß. Dazu gehörte auch die 1926 von Luka Dzekuts-Malej, Pastor der Brester Baptistengemeinde, besorgte Übersetzung des Neuen Testaments in die belarussische Sprache.
Diese Entwicklungen wären ohne die kurzzeitig liberale Haltung der Bolschewiken in weltanschaulichen Fragen nicht möglich gewesen. Die von ihnen maßgeblich beeinflusste erste Verfassung von Belarus (Juli 1918) bestimmte ausdrücklich: „Das Recht auf religiöse und antireligiöse Propaganda wird von allen Bürgern anerkannt.“ Die frühe bolschewistische Politik unterstützte den Einsatz der Protestanten für Religionsfreiheit. Das aber änderte sich aber durch die spätere kommunistische antireligiöse Politik. Sogenannte „Sektierer“ wurden als Konterrevolutionäre bezeichnete und als Gegner der Kulturrevolution betrachtet. Auch wurden ihnen verräterische Verbindungen zu westlichen Staaten vorgeworfen. 1925 erfolgte die Gründung der Sojuz bezbozhnikov, einer offiziellen Vereinigung zur Verbreitung atheistischer Propaganda. Sie trug ab 1929 den Namen „Verband der kämpfenden Gottlosen“. Mit ihr eng verbunden war die staatlich gelenkte Kinder- und Jugendbewegung „Organisation junger militanter Atheisten“. Die staatlichen Behörden verfügten Ende der 1920er Jahre die Schließung von orthodoxen und römisch-katholische Kirchen sowie freikirchlichen Bethäusern. Die sakralen Gebäude wurden in Schulen, Kindergärten, Kinos, antireligiöse Museen, Kantinen und Viehställe umgewandelt. Christen aller Konfessionen erfuhren vor allem in den Jahren zwischen 1929 und 1937 massive Repressionen, bei denen vor allem Geistliche der verschiedenen Kirchen als „Feinde der Nation“ verhaftet, verbannt und/oder umgebracht wurden.
Noch 1927 war es gelungen, eine belarussisch-baptistische Union mit Sitz in Minsk zu organisieren. Bereits zwei Jahre später war sie unter Josef Stalin zwangsaufgelöst und die in ihr verbundenen Gemeinden anschließend der russischen Baptistenunion angeschlossen worden. 1935 lösten das kommunistische Regime auch diesen Gemeindebund auf und 1937 wurden auch die übrigen baptistischen Kirchen in Ostbelarus geschlossen. Westbelarus stand bis 1939 noch unter polnischer Herrschaft. Bis zur gewaltsamen Eingliederung dieses Gebietes in die Sowjetunion genossen Kirchen und kirchliche Einrichtungen eine Reihe von Freiheiten.
Während des Zweiten Weltkrieges nahm die Verfolgung durch die Sowjetbehörden ab. Stalin hatte erkannt, dass die UdSSR in der Zeit des Krieges die Unterstützung möglichst vieler gesellschaftlichen Gruppen benötigte. Die Baptisten erhielten die Möglichkeit, sich wieder als Gemeindebund zu organisieren und gründeten 1944 mit anderen konfessionsverwandten Gemeinden die Union der Evangeliumschristen-Baptisten. 1945 wurde ihnen sogar gestattet, eine eigene Zeitschrift, die Bratsky Vestnik, herauszugeben. Die liberale Haltung der sowjetischen Behörden währte allerdings nur wenig Jahre. Nach der Machtübernahm durch Nikita Chruschtchow (1953) und der durch ihn eingeleiteten Entstalinisierung (ab 1957) setzten sich die antireligiösen Repressionen fort. Die atheistischen Propagandaorganisationen blieben bestehen und wurden lediglich umbenannt. Das Schlagwort „militanter Atheismus“ zum Beispiel wurde durch „wissenschaftlicher Atheismus“ ersetzt. Auch Kirchenschließungen fanden wieder in vermehrtem Maße statt. 1961 wurden etwa in Brest alle Bethäuser, die die rund 1000 Brester Baptisten mit eigenen Mitteln errichtet hatten, geschlossen. Mit antireligiöser Literatur und tendenziösen Filmen sollten überzeugte Christen in der Öffentlichkeit diskreditieren. In Schauprozessen wurden Gemeindemitglieder zu Gefängnisstrafen verurteilt oder in die Verbannung geschickt. Über die Grenzen von Belarus hinaus bekennt geworden ist die Geschichte der Brester Predigerfamilie Vilchynski, die zu einer nichtregistrierten Baptistengemeinde gehörte. Der Vater Vladimir wurde 1968 zu einer fünfjährigen Haftstrafe verurteilt. Seine Tochter Galina  verurteilte man 1979 zu drei Jahren Gefängnis, weil sie Bibelstunden geleitet hatte. Die Ehefrau und Mutter Zinaida Yakovlevna erhielt 1986 eine Gefängnisstrafe von zwei Jahren, weil sie sich für die Angehörigen inhaftierter Christen eingesetzt hatte. Erst mit der großen 1987 begangenen Tausendjahrfeier der Taufe der Rus gingen die Repressionen zu Ende. Mit dem Zusammenbruch der Sowjetunion erhielten die belarussischen Christen eine Vielzahl von Freiheiten. Die Baptistengemeinden reorganisierten ihre nationale Union, die Sayuz Yevangel'skikh Khrystsiyan Baptystav Belarusy und gründeten in Minsk eine zentrale Ausbildungsstätte für haupt- und ehrenamtliche Mitarbeiter. Es entwickelte sich eine umfangreiche Literaturarbeit. Auch konnten zum ersten Mal in der Geschichte belarussischer Baptisten evangelistische Großveranstaltungen durchgeführt werden. Dafür wurden ihnen seitens der öffentlichen Behörden Schulaulen, Ausstellungshallen und Sportstadien zur Verfügung gestellt. Mit Präsident Alexander Lukaschenko wurden die neu gewonnenen Freiräume wieder eingeschränkt. Es wird zunehmend schwieriger neue Gemeinden zu registrieren und die Eigentumsrechte an Kirchengebäuden eintragen zu lassen. Ausländische Missionare, die bereits Jahre in Belarus beim Gemeindeaufbau halfen, erhielten keine neue Aufenthaltserlaubnis. Auch das am 31. Oktober 2002 erlassene Gesetz über Gewissenfreiheit und religiöse Organisationen schränkt die Religionsfreiheit ein.

## Statistik
Die Angaben der folgende Tabelle beziehen sich auf die in der Yevangel'skikh Khrystsiyan Baptystav Belarusy zusammengeschlossenen Gemeinden. Freie Baptistengemeinde sind hier nicht erfasst.
| Jahr | Gemeinden | Mitgliederzahl |
| ---- | --------- | -------------- |
| 1882 | 1         | 19             |
| 1885 | 1         | 95             |
| 1990 | 135       | 9927           |
| 1995 | 154       | 9399           |
| 2012 | 282       | 12669          |
| 2017 | 312       | 13884          |